# Festulolium nilssonii
Festulolium nilssonii är en gräsart som beskrevs av Cugnac och Aimée Antoinette Camus. Festulolium nilssonii ingår i släktet Festulolium och familjen gräs. Inga underarter finns listade i Catalogue of Life.